# Sheila Lemos
Ana Sheila Lemos Andrade (Vitória da Conquista, 29 de junho de 1972), mais conhecida como Sheila Lemos, é uma empresária, administradora e política brasileira filiada ao UNIÃO. Exerceu o mandato de vice-prefeita e é a atual prefeita de Vitória da Conquista, tendo sido empossada no cargo após o falecimento de Herzem Gusmão, o qual fora o titular de sua chapa em 2020, tendo sido reeleita em primeiro turno na eleição municipal de 2024.

## Trajetória política

### Vice-prefeita de Vitória da Conquista (2021)
Na eleição municipal de 2020, fora eleita para o cargo de vice-prefeita na chapa de Herzem Gusmão (MDB), que concorria a reeleição, que anteriormente tinha sua mãe, Irma Lemos, como vice. Sheila e Herzem foram eleitos em segundo turno, obtendo 97.364 votos, o que representava 54,00% do total válido, derrotando Zé Raimundo, candidato do Partido dos Trabalhadores.
Em Dezembro de 2020, Herzem e sua esposa, Luci Gusmão contraíram o vírus da COVID-19 fazendo com que Irma Lemos, então vice-prefeita assumisse o cargo de titular temporariamente em detrimento ao afastamento do prefeito ao cargo por motivos de saúde. Devido a impossibilidade de Herzem tomar posse para seu segundo mandato em 1.º de janeiro de 2021, por motivos médicos, Irma transmitiu o cargo para Sheila, então vice-prefeita eleita.
Internado em Unidade de Terapia Intensiva no Hospital Sírio Libanês em São Paulo, o então prefeito reeleito tomou posse virtualmente em 8 de janeiro de 2021 entretanto continuou afastado do cargo, fazendo com que Sheila continuasse no cargo de prefeita em exercício até a alta do titular, o que não aconteceu.
Herzem Gusmão faleceu no dia 18 de março de 2021, aos 78 anos de idade, vítima de complicações do quadro da COVID-19, tendo Sheila, sua vice, tomado posse oficialmente no cargo de prefeita de Vitória da Conquista em 22 de março de 2021, na câmara de vereadores.

### Prefeita de Vitória da Conquista (2021-atualidade)
Durante seu primeiro mandato como prefeita, Sheila deu continuidade ao modelo de gestão de seu antecessor, Herzem Gusmão, mantendo alguns nomes de seu secretariado e tocando as obras deixadas por ele e seguindo o plano de governo da campanha para o qual foram eleitos, dentre as obras realizadas no período estão a reconstrução do terminal de ônibus municipal, conclusão do parque do rio verruga, inauguração do Complexo de Escuta Protegida e do HUB Conquista.

#### Segurança pública
Em Maio de 2021, na condição de chefe maior do executivo implantou e deu posse a primeira turma da Guarda Civil Municipal de Vitória da Conquista, batizada por ela como Turma Herzem Gusmão, o qual iniciou o processo de estudos em seu primeiro mandato e tinha como proposta para implantar no plano de governo do segundo mandato.

#### Mobilidade urbana

##### Novo Terminal
No dia 2 de junho de 2021, entregou a reconstrução do novo terminal de ônibus da cidade, denominado até então Terminal de Ônibus Lauro de Freitas, que havia começado no fim da gestão anterior, equipamento que era considerado um problema crônico do município, e um dos principais calos das administrações anteriores, do Partido dos Trabalhadores, que prometeram a requalificação do espaço por quatro vezes e não cumpriram.
O Terminal recebeu a toponímia de Herzem Gusmão, em homenagem ao ex-prefeito que iniciou a obra em seu primeiro mandato e faleceu antes da inauguração do mesmo, o decreto de renomeação do equipamento enviado pelo executivo para a câmara de vereadores foi aprovado por unanimidade.

##### Licitação do transporte
Em setembro de 2023, Sheila assinou contrato com duas novas empresas de ônibus para operarem no sistema de transporte do município por 15 anos. A cidade era atendida por duas empresas contratadas pela prefeitura em caráter emergencial desde julho de 2019, após as empresas licitadas anteriormente, em 2013, para um período de 10 anos de concessão dos direitos, apresentarem incapacidade de continuar no município, além do crescimento desenfreado do transporte clandestino na região.
Como parte do contrato de licitação, fez a entrega junto as empresas de 86 ônibus novos para a população entre 2023 e 2024, todos contendo Wi-fi, carregadores de celular, acessibilidade, sistema de monitoramento por GPS, câmeras de segurança além de reformular o sistema de bilhetagem eletrônica do município.

#### Saúde

##### Implantação do Facilita Saúde
Paralelo as ideias do plano de governo deixadas pelo então titular, foi responsável pela implantação de equipamentos que até então eram considerados pioneiros na região, como o Facilita Saúde que é uma junção de todos os serviços de saúde fornecidos pelo município em um só espaço, como a Farmácia da Família, central de regulação de exames, tratamento fora do domicílio além de laboratório de entomologia do Centro de Controle de Endemias.

##### Programa Saúde Renovada
Em janeiro de 2024, no posto de saúde do povoado da Gameleira, apresentou a população o Programa Saúde Renovada , iniciativa do poder público municipal que tem como objetivo requalificar e reformar a estrutura de todos os equipamentos de saúde da zona urbana e rural de Vitória da Conquista.
O Saúde Renovada é para a gente entrar com força e rapidez nas reformas das unidades. Estou anunciando hoje e a equipe já entra, segunda-feira, com uma força-tarefa de recuperação dos nossos postos de atendimento à saúde, tanto na zona rural, quanto também na zona urbana.. afirmou Sheila, no evento de anúncio do projeto.

#### Infraestrutura
Além disso, entregou novas praças, requalificação do estádio municipal da da zona oeste, conhecido como Murilão, nome em referência ao ex-prefeito Murilo Mármore que inaugurou o equipamento durantes sua administração em 1992, e era seu então secretário de agricultura. Também foi durante seu primeiro mandato que a prefeitura realizou pela primeira vez uma manutenção na área do parque da lagoa das bateias, com a limpeza da água e modernização dos equipamentos de cultura e lazer, além da construção de nova quadra e pista de caminhada.

#### Finanças
Em parceria com a Prefeitura de Salvador implantou o projeto Governando com as Pessoas, com o objetivo de desenvolver mecanismos de participação popular efetiva através de consultas realizadas nos bairros de Vitória da Conquista, ideia inspirada no programa Ouvindo Nosso Bairro, desenvolvido na capital, criada pelo ex-prefeito ACM Neto e continuada pelo atual titular, Bruno Reis.

#### Visita da Rainha Sílvia da Suécia
No dia 8 de novembro de 2023, um dia antes do 182° aniversário de emancipação do município, a cidade contou com a visita do Rei Carl XVI da Rainha Sílvia da Suécia, criadora da World ChildHood Foundation, com objetivo de conhecer a estrutura do complexo de escuta protegida, que foi o primeiro do Brasil, Sheila recebeu a Rainha na estrutura do equipamento, idealizado por Herzem e entregue por ela em agosto de 2021.

## Candidatura à reeleição
Sheila anunciou sua pré-candidatura a reeleição em junho de 2023, ao longo do período que antecedeu o pleito eleitoral de 2024, buscou diálogo com diversos partidos em busca de apoio ao seu projeto político, como o PSDB, chefiado e âmbito estadual pelo deputado estadual Tiago Correia e o PL, chefiado pelo ex-ministro da cidadania do governo Bolsonaro, João Roma.
Em junho de 2024 anunciou o médico Aloísio Alan, do Republicanos com seu candidato à vice-prefeito além da formação de sua base de apoio, que continha oito partidos, sendo eles o seu, UNIÃO, o de Alan, Republicanos além do PDT, PP, PL, PRD e da Federação PSDB Cidadania, que mais tarde recebera a denominação Coligação Conquista Segue Avançando.
A candidatura de Sheila Lemos recebeu apoio de figuras relevantes em âmbito municipal, estadual e federal, como o ex-prefeito de Salvador, seu correligionário ACM Neto, do atual prefeito Bruno Reis, de parlamentares como Léo Prates e Tiago Correia e do ex-ministro João Roma além de artistas e personalidades locais, como o médico e filho do ex-prefeito Herzem, Danilo Gusmão.
Nas pesquisas de opinião realizadas antes do primeiro turno das eleições, em todas foi considerada a favorita entre os munícipes de Vitória da Conquista, uma vez que seu primeiro mandato teve uma aprovação consideravelmente alta.
A votação no município ocorreu em um único turno, algo até então inédito na história política de Vitória da Conquista desde que a cidade passou a ter o segundo turno, tendo Sheila em primeiro lugar, com 116.488 votos, que representaram 58,83% dos eleitorado total. contudo ainda enfrentava um processo na justiça que havia lhe tornado inelegível.
Após a decisão do Tribunal Superior Eleitoral favorável ao deferimento de sua candidatura, em novembro de 2024, foi lhe permitido tomar posse em 1.º de janeiro de 2025 e seus votos passariam a ser válidos, uma vez que passou toda a campanha com sua candidatura em situação sub judicie.

### Pedido de inelegibilidade
Adversário histórico de seu grupo político, a Federação Brasil da Esperança, juntamente com a coligação, denominada A força pra mudar Conquista que lançaram o candidato Waldenor Pereira ao cargo de prefeito pediram sua inelegibilidade no Tribunal Regional Eleitoral da Bahia, em setembro de 2024, após o deferimento de sua candidatura, alegando que a mesma configurava um terceiro mandato familiar, uma vez que sua mãe havia sido Vice-prefeita do município antes dela e por poucos dias havia substituído o então prefeito Herzem Gusmão no cargo de titular do mandato.
A discussão foi decidida no plenário do tribunal em 23 de setembro de 2024, poucos dias antes do primeiro turno das eleições, após o pedido de vista dos desembargadores Maíza Seal Carvalho e Maurício Kertzman, durante a primeira seção, ao fim, com o placar de 4 votos favoráveis a inelegibilidade da gestora a 3  que se posicionaram contra o pedido, Sheila lemos foi considerada inelegível pelo TRE-BA, decisão passiva de recurso e sua candidatura passaria estar sub judicie a partir da decisão.
A coligação Conquista Segue Avançando, que lançou Sheila como candidata a prefeita entrou com recurso da decisão do júri no Tribunal Superior Eleitoral com a alegação de que não se tratava de um terceiro mandato familiar, uma vez que sua mãe, Irma Lemos não havia sido diplomada no cargo de prefeito, apenas havia substituído o titular que estava afastado por motivos de saúde, ou seja, interinamente.
Em novembro, após a votação, o Ministério Público Eleitoral se manifestou no recurso apresentado por Sheila e sua coligação ao Tribunal Superior Eleitoral, por meio do qual ela contesta a decisão do Tribunal Regional Eleitoral da Bahia que indeferiu o registro de sua candidatura. Segundo o MPE, não houve "incidência das causas de inelegibilidade" que o TRE-BA entendeu existirem no caso e por isso a candidatura deve ser deferida.
Segundo a decisão do TSE, representada pelo relator ministro Ramos Tavares, não houve terceiro mandato na mesma família, sendo assim a decisão que conferiu a inelegibilidade de Sheila estaria revogada.

## Desempenho eleitoral
| Ano  | Eleição                           | Cargo            | Partido                                                                     | Partido | Coligação                                                                              | Titular/Vice                      | Votos para Sheila | Votos para Sheila | Votos para Sheila | Votos para Sheila | Resultado    | Ref                  |
| Ano  | Eleição                           | Cargo            | Partido                                                                     | Partido | Coligação                                                                              | Titular/Vice                      | T.                | Total             | %                 | P.                | Resultado    | Ref                  |
| ---- | --------------------------------- | ---------------- | --------------------------------------------------------------------------- | ------- | -------------------------------------------------------------------------------------- | --------------------------------- | ----------------- | ----------------- | ----------------- | ----------------- | ------------ | -------------------- |
| 2018 | Estadual da Bahia                 | Deputada Federal |                                                                             | DEM     | Unidos Para Mudar A Bahia (DEM, PRB, PV)                                               | —                                 | 1.º               | 5.960             | 0,09%             | 99.ª              | Não Eleita   | [ 44 ] [ 45 ]        |
| 2020 | Municipal de Vitória da Conquista | Vice-prefeita    | O Trabalho Tem Que Continuar (MDB, DEM, Republicanos, PTB, PODE, PMB, PSDB) | DEM     | Titular: Herzem Gusmão (MDB)                                                           | 1.º                               | 78.732            | 45,89%            | 2.ª               | Segundo Turno     | [ 46 ]       |                      |
| 2020 | Municipal de Vitória da Conquista | Vice-prefeita    | O Trabalho Tem Que Continuar (MDB, DEM, Republicanos, PTB, PODE, PMB, PSDB) | DEM     | Titular: Herzem Gusmão (MDB)                                                           | 2.º                               | 97.364            | 54,00%            | 1.ª               | Eleita            | [ 46 ] [ 3 ] |                      |
| 2024 | Municipal de Vitória da Conquista | Prefeita         |                                                                             | UNIÃO   | Conquista Segue Avançando (UNIÃO, Republicanos, Fed. PSDB Cidadania, PL, PDT, PP, PRD) | Vice: Aloísio Alan (Republicanos) | 1.º               | 116.488           | 58,83%            | 1.ª               | Eleita       | [ 32 ] [ 33 ] [ 34 ] |